# Свидница-Пригород
Свидница-Пригород (пол. Świdnica Przedmieście) — бывшая грузовая и пассажирская станция, расположенная на закрытой железнодорожной линии 285 в городе Свидница. На станции имеется одна платформа и 10 путей. Год назад платформа была отреставрирована. Само здание вокзала остается заброшенным. Раньше в северной части станции также находилось паровозное депо, но оно сгорело в 2017 году. По состоянию на 2021 год единственным используемым зданием станции является будка дежурного по переезду. PKP обещает восстановить движение поездов через станцию в конце 2022 года.